# 冯友
冯友（1933年—），女，河北河间人，生于北京，中华人民共和国学者、政治人物，中国国民党革命委员会中央委员会原常务委员，第六、七、八、九、十届全国政协委员。冯国璋孙女。